# Политические партии Канады
Данная страница является списком политических партий Канады.

## Федеральные политические партии

### Партии, представленные вПалате общин
- Консервативная партия Канады
- Новая демократическая партия
- Либеральная партия Канады
- Квебекский блок
- Зелёная партия Канады

### Партии без представительства, участвовавшие в выборах
- Партия «Западный блок» (англ. Western Block Party, основана в 2005) — западноканадский сепаратизм, либертарианский консерватизм
- Канадская национальная партия коренных народов (англ. First Peoples National Party of Canada, основана в 2005) — защита прав аборигенного населения
- Канадская партия голосующих за окружающую среду в союзе с животными (англ. Animal Alliance Environment Voters Party of Canada, основана в 2005) — энвайронментализм, права животных
- Канадская прогрессивная партия (англ. Progressive Canadian Party, основана в 2004) — либеральный консерватизм, красные тори
- Канадское действие (англ. Canadian Action Party, основана в 1997) — популизм, антиглобализм
- Коммунистическая партия Канады (англ. Communist Party of Canada, основана в 1921) — коммунизм
- Коммунистическая партия Канады (марксистско-ленинская) (англ. Communist Party of Canada (Marxist-Leninist), основана в 1970) — коммунизм, марксизм-ленинизм, ходжаизм
- Либертарианская партия Канады (англ. Libertarian Party of Canada, основана в 1975) — либертарианство
- Канадская партия «Марихуана» (англ. Marijuana Party of Canada, основана в 2000) — легализация марихуаны
- Народная партия Канады — правоконсервативный популизм, протесты против вакцинации
- Партия носорога (англ. Rhinoceros Party, основана в 2006) — сатирическая партия, считающая своим главой носорога из зоопарка
- Объединённая партия Канады (англ. United Party of Canada, основана в 2009) — центризм
- Партия христианского наследия Канады (англ. Christian Heritage Party of Canada, основана в 1987) — социальный консерватизм
- Пиратская партия Канады (англ. Pirate Party of Canada, основана в 2009) — защита неприкосновенности частной жизни, реформа законодательства в области интеллектуальной собственности, патентов и копирайта, открытое правление, сетевой нейтралитет

### Партии, не участвовавшие в выборах
- Идея Западной Канады (основана в 1980)
- Космополитическая партия Канады (основана в 2003)
- Лимон
- Националистическая партия Канады (основана в 1977)
- Партия западной независимости (основана в 1987)
- Партия свободы Канады (основана в 2001)
- Прямой доступ к демократии (основана в 2003)
- Равенство Канады
- Социалистическая альтернатива
- Социалистическая партия Канады (основана в 1905)

### Исчезнувшие партии, имевшие представительство вПалате общин
- Антиконфедерация 1867
- Группа активистов (партия) 1924—1932
- Демократическая представительная фракция 2001—2002
- Канадская партия конфедерации регионов 1984—1988
- Канадский народный блок 1943—1949
- Канадский союз 2000—2003
- Консервативная партия Канады (старая) 1867—1942
- Лейборист-консерваторы 1872—1875
- Лейбористские кандидаты и партии в Канаде 1925—1949
- Либерал-лейбористы (Канада) 1926—1968
- Либерал-прогрессисты 1925—1955
- Либерал-протекционисты 1925, 1930
- Либерал-унионисты 1917
- Либералы Лорье лишь во время выборов 1917
- Либерально-консервативная партия 1867—1911
- Лига противников 1917
- Маккартистский кандидат (1896)
- Национал-консерваторы 1878—1911
- Национал-либералы 1920
- Национальная либерально-консервативная партия 1920—1921
- Национальное правительство (Канада) 1940
- Новая демократия (Канада) 1940
- Новая партия 1960
- Объединение социального кредита 1963—1971
- Объединённое движение реформ 1939—1940
- Объединённые фермеры 1921—1935
- Объединённые фермеры Альберты 1921—1935
- Объединённые фермеры Онтарио 1919—1940
- Партия национального единства 1938—1940
- Партия реконструкции Канады 1935—1938
- Партия реформ (либералы) (до Конфедерации)
- Партия социального кредита Канады 1935—1993
- Покровители промышленности 1896
- Прогрессивная партия Канады 1921—1948
- Прогрессивно-консервативная партия Канады 1942—2003
- Прогрессивно-консервативные кандидаты 1925—1935
- Прогрессивно-лейбористская партия 1943—1959
- Реформистская партия Канады 1987—2000
- Социал-демократическая партия Канады 1911—1920
- Социалистическая партия Канады 1905
- Союз избирателей 1945—1949
- Унионистская партия 1917—1921
- Федерация народного объединённого содружества 1945
- Федерация объединённого содружества 1932—1961

## Провинциальные и территориальные политические партии

### Альберта

#### Партии, представленные вЗаконодательном собрании
- Прогрессивно-консервативная ассоциация Альберты
- Либеральная партия Альберты
- Новая демократическая партия Альберты
- Союз Уайлдроуз
- Альбертская партия

#### Другие партии
- Партия социального кредита Альберты
- Зелёная партия Альберты
- Коммунистическая партия — Альберта
- Сепаратистская партия Альберты

#### Исчезнувшие партии
- Объединённые фермеры Альберты

### Британская Колумбия

#### Партии, представленные вЗаконодательном собрании
| Название | Название                                                                                                  | Год  | Идеология                                                                | Лидер       | Депутаты | Статус                | Афф.           | Прим. |
| -------- | --- | ---- | ------------------------------------------------------------------------ | ----------- | -------- | --------------------- | -------------- | --- |
|          | Новая демократическая партия Британской Колумбии англ. British Columbia New Democratic Party (BC NDP)     | 1933 | Левоцентризм; социал-демократия                                          | Дэвид Эби   | 47       | Правящая              | НДП Канады; ПА | Основана как Федерация кооперативного содружества, переименована в 1961 году. Представлена в Законодательном собрании с 1933 года. Правящая в 1972—1975, 1991—2001, 2017—н. в. |
|          | Консервативная партия Британской Колумбии англ. Conservative Party of British Columbia (BC Conservatives) | 1903 | Правоцентризм/правые; консерватизм, правый популизм, социал-консерватизм | Джон Рустад | 44       | Официальная оппозиция |                | Либерально-консервативная партия (1903—1926), Консервативная партия (1926—1942), Прогрессивно-консервативная партия (1942—1991). Представлена в Законодательном собрании в 1903—1933, 1937—1956, 1971—1979, 1986, 2012 и с 2023-года. Правящая в 1903—1916, 1928—1933, 1941—1952. |

#### Другие партии
| Название | Название | Год  | Идеология                                        | Лидер              | Афф.       | Прим. |
| -------- | --- | ---- | ------------------------------------------------ | ------------------ | ---------- | --- |
|          | Объединённая партия Британской Колумбии англ. BC United | 1903 | Правоцентризм; консерватизм, неолиберализм       | Кевин Фэлкон       |            | Основана как Либеральная партия Британской Колумбии, переименована в 2023 году. Представлена в Законодательном собрании 1903—1912, 1916—1975, 1991—2024. Правящая в 1916—1928, 1933—1952, 2001—2017. |
|          | Зелёная партия Британской Колумбии англ. Green Party of British Columbia (BC Greens)                                                                                                | 1983 | Зелёная политика                                 | Соня Фурстенау     |            | Была представлена в Законодательном собрании с 2013 и по 2024 год |
|          | Либертарианская партия Британской Колумбии англ. British Columbia Libertarian Party (BC Libertarian)                                                                                | 1986 | Либертарианизм                                   | Алекс Джоэл        |            | |
|          | Коммунистическая партия Британской Колумбии англ. Communist Party of British Columbia                                                                                               | 1924 | Ультралевые; коммунизм, марксизм-ленинизм        | Кимбал Кариу       | КПК        | Лейбористско-прогрессивная партия с 1943 по 1959 |
|          | Партия христианского наследия Британской Колумбии англ. Christian Heritage Party of British Columbia (CHP-BC)                                                                       | 2010 | Правые; христианские правые, социал-консерватизм | Роб Тейлор         | ПХН Канады | Создана как Партия наследия Британской Колумбии, переименована в 2011 году |
|          | Партия действия Британской Колумбии англ. British Columbia Action Party | 2001 | Фискальный консерватизм                          |                    |            | |
|          | Каскадийская партия Британской Колумбии англ. BC Cascadia Party | 2016 | Каскадийская сепаратизм                          | Трой Гибсон        |            | |
|          | Партия прямой демократии Британской Колумбии англ. British Columbia Direct Democracy Party                                                                                          | 2020 | Прямая демократия                                | Джон Уолш          |            | |
|          | Партия свободы Британской Колумбии англ. Freedom Party of British Columbia | 2023 | Ультраправые; антиЛГБТ, антисемитизм             | Амрит Бирринг      |            | |
|          | Партия граждан, которые решили думать самостоятельно и быть своими собственными политиками англ. Party of Citizens Who Have Decided To Think For Ourselves & Be Our Own Politicians | 2001 |                                                  | Гордон Уотсон      |            | |
|          | Видение Британской Колумбии англ. BC Vision | 2013 | Фискальный консерватизм, зелёная политика        | Джагмохан Бхандари |            | |
|          | Ваша партия Британской Колумбии англ. Your Political Party of British Columbia (Your Party)                                                                                         | 2023 | Открытое государство                             | Джеймс Филипелли   |            | |

### Квебек

#### Партии, представленные вНациональном собрании
- Либеральная партия Квебека
- Квебекская партия
- Коалиция за будущее Квебека
- Солидарный Квебек

#### Партии без представительства, участвовавшие в выборах
- Блок Пот
- Зелёная партия Квебека
- Коммунистическая партия Квебека
- Марксистско-ленинистская партия Квебека
- Партия за независимость (новая)
- Равенство (партия)
- Республика Квебек (партия)
- Христианская демократия Квебека

#### Партии, не участвовавшие в выборах
- Квебек — Демократическая революция
- Консервативная партия Квебека
- Ничья (партия)
- Новый союз Квебек-Канада
- Присоединение Квебека
- Справедливость в Квебеке (движение)

#### Исчезнувшие партии, попадавшие в Национальное собрание
- Демократическая партия социального кредита 1980
- Демократическое действие Квебека 1994—2012
- Демократы 1978—1979
- Единство-Квебек 1971—1973
- Канадская партия (до конфедерации)
- Канадский народный блок 1943—1949
- Консервативная партия Квебека 1850—1935
- Красная партия (до конфедерации)
- Национальная народная партия 1975—1981
- Национальное либеральное дело 1934—1939
- Национальный союз (Квебек) 1935—1989
- Объединение социального кредита Квебека 1970—1981 (под разными названиями)
- Партия социального кредита 1973
- Патриотическая партия (до конфедерации)
- Рабочие
- Синяя партия (до конфедерации)
- Социал-демократическая партия Квебека 1955—1959
- Федерация объединённого содружества (ФОС) 1939—1955

#### Исчезнувшие партии, не попадавшие в Национальное собрание, но выдвигавшие кандидатов
- 51 (партия) 1980-е
- Всеобщая сознательность 2005—2007
- Демократический союз (партия) 1976—1977
- Долговременная партия Квебека
- Единство (партия, Квебек) 1989—1990
- Инновационная партия Квебека 1993—2003
- КАНАДА! 1994—1998
- Коммунистическая рабочая партия 1976—1983
- Лимон (партия) 1989—1994
- Национальный союз 1965—1968
- Новая демократическая партия Квебека 1963—1995
- Объединение за национальную независимость 1964—1968
- Объединение за прогрессивную альтернативу 2000—2002
- Объединение профсоюзных активистов 1974—1981
- Объединённый социальный кредит 1981—1989
- Партия за независимость 1985—1990 (старая)
- Партия за республику Канада (Квебек) 1983—1998 (различные названия)
- Партия закона природы Квебека 1994—2003
- Партия иммигрантов Квебека
- Партия независимости Квебека 1993—1996
- Партия социалистической демократии 1963—2002
- Президентская партия 1974—1975
- Рабочая прогрессивная партия 1943—1959
- Развитие-Квебек 1994—1996
- Республика Квебек (партия)
- Республиканская партия Квебека 1962—1964
- Социалистическая группа работников 1973—1987
- Союз избирателей 1944—1948
- Союз прогрессивных сил 2002—2006
- Союз центра
- Унитарная партия Квебека 2005—2007
- Экономическая партия Квебека 1993—1998

### Манитоба

#### Партии, представленные вЗаконодательном собрании
- Новая демократическая партия Манитобы
- Прогрессивно-консервативная партия Манитобы
- Либеральная партия Манитобы

#### Другие партии
- Зелёная партия Манитобы

#### Исчезнувшие партии
- Партия социального кредита Манитобы
- Прогрессивная партия Манитобы

### Новая Шотландия

#### Партии, представленные вПалате ассамблеи
- Прогрессивно-консервативная ассоциация Новой Шотландии
- Либеральная партия Новой Шотландии
- Новая демократическая партия Новой Шотландии

#### Другие партии
- Зелёная партия Новой Шотландии
- Марихуана
- Партия Новой Шотландии

#### Исчезнувшие партии, имевшие представительство в Палате ассамблеи
- Антиконфедерация
- Партия конфедерации

#### Исчезнувшие партии
- Лейбористская партия Кейп-Бретона

### Нью-Брансуик

#### Партии, представленные вЗаконодательном собрании
- Либеральная ассоциация Нью-Брансуика
- Прогрессивно-консервативная партия Нью-Брансуика

#### Другие партии
- Союз людей Нью-Брансуика
- Новая демократическая партия Нью-Брансуика

#### Исчезнувшие партии, имевшие представительство в Законодательном собрании
- Антиконфедерация
- Партия конфедерации

#### Исчезнувшие партии
- Акадийская партия
- Конфедерация регионов
- Серая партия Нью-Брансуика

### Ньюфаундленд и Лабрадор

#### Партии, представленные вПалате ассамблеи
- Прогрессивно-консервативная партия Ньюфаундленда и Лабрадора
- Либеральная партия Ньюфаундленда и Лабрадора
- Новая демократическая партия Ньюфаундленда и Лабрадора

#### Другие партии
- Зелёная партия Ньюфаундленда и Лабрадора
- Партия Лабрадора

#### Исчезнувшие партии
- Антиконфедерация
- Объединённая партия Ньюфаундленда
- Партия конфедерации
- Партия Ньюфаундленда и Лабрадора
- Реформистско-либеральная партия Ньюфаундленда

### Онтарио

#### Партии, представленные вЗаконодательном собрании
- Либеральная партия Онтарио
- Прогрессивно-консервативная партия Онтарио
- Новая демократическая партия Онтарио

#### Партии без представительства, участвовавшие в выборах
- Зелёная партия Онтарио
- Коммунистическая партия Онтарио
- Либертарианская партия Онтарио
- Онтарийская партия свободы
- Онтарийская провинциальная конфедерация регионов
- Партия коалиции семей Онтарио

#### Исчезнувшие партии, имевшие представительство в Законодательном собрании
- Объединённые фермеры Онтарио

#### Исчезнувшие партии
- Либерал-лейбористская партия
- Настоящие люди (политическая партия) (до конфедерации)
- Партия реформ (до конфедерации)
- Партия социального кредита Онтарио
- Рабочая прогрессивная партия
- Реформистская партия Онтарио

### Остров Принца Эдуарда

#### Партии, представленные вЗаконодательном собрании
- Прогрессивно-консервативная партия Острова Принца Эдуарда
- Либеральная партия Острова Принца Эдуарда

#### Другие партии
- Зелёная партия Острова Принца Эдуарда
- Новая демократическая партия Острова Принца Эдуарда
- Островная партия Острова Принца Эдуарда

### Саскачеван

#### Партии, представленные вЗаконодательном собрании
- Новая демократическая партия Саскачевана
- Саскачеванская партия

#### Партии без представительства, участвовавшие в выборах
- Зелёная партия Саскачевана
- Либеральная партия Саскачевана
- Саскачеванская партия западной независимости

#### Исчезнувшие партии, попадавшие в Законодательное собрание
- Прогрессивно-консервативная партия Саскачевана
- Партия социального кредита Саскачевана

### Юкон

#### Партии, представленные вЗаконодательном собрании
- Партия Юкона
- Новая демократическая партия Юкона
- Либеральная партия Юкона

#### Исчезнувшие партии
- Прогрессивно-консервативная партия Юкона